# Stefan Nystrand
Stefan Nystrand (municipio de Haninge, Suecia, 20 de octubre de 1981) es un nadador sueco retirado especializado en pruebas de estilo libre corta distancia, donde consiguió ser medallista de bronce mundial en 2007 en los 50 metros estilo libre.

## Carrera deportiva
En el Campeonato Mundial de Natación de 2007 celebrado en Melbourne ganó la medalla de bronce en los 50 metros estilo libre, con un tiempo de 21.97 segundos, tras los estadounidenses Benjamin Wildman-Tobriner  (oro con 21.88 segundos) y Cullen Jones (plata con 21.94 segundos).